# Verticordia
Verticordia é um género botânico pertencente à família Myrtaceae.

## Espécies
Lista de espécies do género Verticordia
- V. acerosa
- V. aereiflora
- V. albida
- V. amphigia
- V. apecta
- V. argentea
- V. attenuata
- V. aurea
- V. auriculata
- V. bifimbriata
- V. blepharophylla
- V. brachypoda
- V. brevifolia
- V. brownii
- V. capillaris
- V. carinata
- V. centipeda
- V. chrysantha
- V. chrysanthella
- V. chrysostachys
- V. citrella
- V. comosa
- V. cooloomia
- V. coronata
- V. crebra
- V. cunninghamii
- V. dasystylis
- V. decussata
- V. densiflora
- V. dichroma
- V. drummondii
- V. endlicheriana
- V. eriocephala
- V. etheliana
- V. fastigiata
- V. fimbrilepis
- V. forrestii
- V. fragrans
- V. galatea
- V. gracilis
- V. grandiflora
- V. grandis
- V. habrantha
- V. halophila
- V. harveyi
- V. helichrysantha
- V. helmsii
- V. huegelii
- V. hughanii
- V. humilis
- V. inclusa
- V. insignis
- V. integra
- V. interioris
- V. Jamiesoniana
- V. laciniata
- V. lehmannii
- V. lepidophylla
- V. lindleyi
- V. longistylis
- V. luteola
- V. minutiflora
- V. mirabilis
- V. mitchelliana
- V. mitodes
- V. monadelpha
- V. muelleriana
- V. multiflora
- V. nitens
- V. nobilis
- V. oculata
- V. ovalifolia
- V. oxylepis
- V. paludosa
- V. patens
- V. penicillaris
- V. pennigera
- V. pholidophylla
- V. pictis
- V. pityrhops
- V. plumosa
- V. polytricha
- V. pritzelii
- V. pulchella
- V. rennieana
- V. roei
- V. rutilastra
- V. serotina
- V. serrata
- V. sieberi
- V. spicata
- V. staminosa
- V. stenopetala
- V. subulata
- V. tumida
- V. venusta
- V. verticillata
- V. verticordina
- V. vicinella
- V. wonganensis
- V. x eurardyensis